# Wahlkreis Mayen
Der Wahlkreis Mayen (Wahlkreis 12) ist ein Landtagswahlkreis in Rheinland-Pfalz. Er umfasst die Stadt Mayen sowie die Verbandsgemeinden Maifeld, Vordereifel und Rhein-Mosel.

## Wahl 2021
Für die Landtagswahl 2021 traten folgende Kandidaten an:
| Direktkandidaten   | Partei           | Wahlkreisstimmen in % | Landesstimmen in % |
| ------------------ | ---------------- | --------------------- | ------------------ |
| Alexander Wilhelm  | SPD              | 28,3 %                | 34,0 %             |
| Torsten Welling    | CDU              | 36,5 %                | 33,3 %             |
| Horst Knopp        | AfD              | 6,6 %                 | 6,6 %              |
| Luca Lichtenthäler | FDP              | 4,1 %                 | 5,2 %              |
| Birgit Meyreis     | Grüne            | 9,1 %                 | 8,1 %              |
| Holm Ruczynski     | Die Linke        | 2,2 %                 | 1,8 %              |
| Rainer Schneichel  | Freie Wähler     | 13,3 %                | 6,4 %              |
| –                  | Piraten          | –                     | 0,5 %              |
| –                  | ÖDP              | –                     | 0,6 %              |
| –                  | Klimaliste       | –                     | 0,5 %              |
| –                  | Die PARTEI       | –                     | 0,9 %              |
| –                  | Tierschutzpartei | –                     | 1,5 %              |
| –                  | Volt             | –                     | 0,7 %              |

## Wahl 2016
Die Ergebnisse der Wahl zum 17. Landtag Rheinland-Pfalz vom 13. März 2016:
| Direktkandidaten                  | Partei       | Wahlkreisstimmen | Landesstimmen |
| --------------------------------- | ------------ | ---------------- | ------------- |
| Martina Luig-Kaspari              | SPD          | 33,0 %           | 34,0 %        |
| Adolf Weiland                     | CDU          | 44,2 %           | 39,3 %        |
| Matthias Kaißling                 | GRÜNE        | 6,8 %            | 4,6 %         |
| Susanne Rausch-Preißler           | FDP          | 7,1 %            | 6,2 %         |
| Stefan Scheer                     | Freie Wähler | 8,9 %            | 2,1 %         |
| –                                 | AfD          | –                | 9,5 %         |
| –                                 | Sonstige     | –                | 4,3 %         |
| Wahlberechtigte: 69.217 Einwohner |              |                  |               |
| Wahlbeteiligung: 70,9 %           |              |                  |               |

## Wahl 2011
Die Ergebnisse der Wahl zum 16. Landtag Rheinland-Pfalz vom 27. März 2011:
| Direktkandidaten                  | Partei    | Wahlkreisstimmen | Landesstimmen |
| --------------------------------- | --------- | ---------------- | ------------- |
| Marina Stieldorf                  | SPD       | 31,7 %           | 32,1 %        |
| Adolf Weiland                     | CDU       | 45,5 %           | 42,4 %        |
| Pia Finken                        | FDP       | 4,5 %            | 4,4 %         |
| Klaus Meurer                      | GRÜNE     | 13,7 %           | 14,0 %        |
| Jürgen Stange                     | DIE LINKE | 3,1 %            | 2,4 %         |
| Rainer Hilgert                    | ödp       | 1,6 %            | 0,7 %         |
| –                                 | Sonstige  | –                | 4,1 %         |
| Wahlberechtigte: 69.637 Einwohner |           |                  |               |
| Wahlbeteiligung: 62,7 %           |           |                  |               |

- Direkt gewählt wurde Adolf Weiland (CDU).[5]

## Wahl 2006
Die Ergebnisse der Wahl zum 15. Landtag Rheinland-Pfalz vom 26. März 2006:
| Direktkandidaten                  | Partei   | Wahlkreisstimmen | Landesstimmen |
| --------------------------------- | -------- | ---------------- | ------------- |
| Anne Spurzem                      | SPD      | 39,9 %           | 43,4 %        |
| Adolf Weiland                     | CDU      | 45,8 %           | 38,9 %        |
| Christoph Hanten                  | FDP      | 7,0 %            | 7,6 %         |
| Ronald Maltha                     | GRÜNE    | 4,5 %            | 3,8 %         |
| Rainer Hilgert                    | ödp      | 0,9 %            | 0,3 %         |
| Bernd Dudda                       | WASG     | 2,0 %            | 1,5 %         |
| –                                 | Sonstige | –                | 4,6 %         |
| Wahlberechtigte: 69.779 Einwohner |          |                  |               |
| Wahlbeteiligung: 59,6 %           |          |                  |               |

- 2006 wurde Adolf Weiland (CDU) aus Rhens direkt gewählt. Er ist seit 1996 Mitglied des Landtags.[9]
- Anne Spurzem (SPD) aus Mayen wurde über die Landesliste (Platz 13) in den Landtag gewählt. Sie war von 1991 bis 2011 Mitglied des Landtags.[9]

## Wahlkreissieger
| Wahl | Name            | Partei | Stimmenanteil |
| ---- | --------------- | ------ | ------------- |
| 1991 | Leo Schönberg   | CDU    | 45,0 %        |
| 1996 | Adolf Weiland   | CDU    | 48,7 %        |
| 2001 | Adolf Weiland   | CDU    | 44,8 %        |
| 2006 | Adolf Weiland   | CDU    | 45,8 %        |
| 2011 | Adolf Weiland   | CDU    | 44,8 %        |
| 2016 | Adolf Weiland   | CDU    | 42,2 %        |
| 2021 | Torsten Welling | CDU    | 36,5 %        |